# Dawson-Funktion

Beide reellen Dawson-Funktionen zusammen

In der Mathematik ist die Dawson-Funktion (auch Dawsons Funktion oder Dawson-Integral) der Name folgender Funktionen
{\displaystyle \operatorname {D} _{+}(x)=e^{-x^{2}}\int _{0}^{x}e^{t^{2}}\,\mathrm {d} t}
für {\displaystyle x\in \mathbb {C} } und
{\displaystyle \operatorname {D} _{-}(x)=e^{x^{2}}\int _{0}^{x}e^{-t^{2}}\,\mathrm {d} t}
für {\displaystyle x\in \mathbb {C} }.
Die Funktionen stehen in folgender Beziehung zueinander
{\displaystyle \operatorname {D} _{-}(x)=-i\operatorname {D} _{+}(ix).}
Für alle komplexen Werte sind {\displaystyle \operatorname {D} _{-},\operatorname {D} _{+}} die Lösungen der Differentialgleichungen
{\displaystyle y'\pm 2xy=1.}
Es handelt sich bei {\displaystyle \operatorname {D} _{+},\operatorname {D} _{-}} um die einseitige Sinustransformation resp. Sinus-Hyperbolicus-Transformation des gaußschen Fehlerintegrals und somit ist die Dawson-Funktion keine elementare Funktion.
Der britische Mathematiker Henry Gordon Dawson ist für diese Funktionen namensgebend.

## Definition
Die Dawson-Funktion ist das Produkt aus {\displaystyle e^{\mp x^{2}}} und dem Integral über {\displaystyle e^{\pm t^{2}}1_{[0,x]}\mathrm {d} t}.
Die Dawson-Plus-Funktion ist
{\displaystyle \operatorname {D} _{+}(x):=e^{-x^{2}}\int _{0}^{x}e^{t^{2}}\,\mathrm {d} t,\qquad x\in \mathbb {C} }.
Die Dawson-Minus-Funktion ist
{\displaystyle \operatorname {D} _{-}(x):=e^{x^{2}}\int _{0}^{x}e^{-t^{2}}\,\mathrm {d} t,\qquad x\in \mathbb {C} }.

### Elementare Eigenschaften
Es gilt
{\displaystyle \operatorname {D} _{+}(x)=e^{-x^{2}}{\tfrac {1}{2}}{\sqrt {\pi }}\operatorname {erfi} (x)}
und
{\displaystyle \operatorname {D} _{-}(x)=e^{x^{2}}{\tfrac {1}{2}}{\sqrt {\pi }}\operatorname {erf} (x)}
wobei {\displaystyle \operatorname {erf} (x)} die komplexe Fehlerfunktion und {\displaystyle \operatorname {erfi} (x)} die imaginäre Fehlerfunktion
{\displaystyle \operatorname {erfi} (x):=-i\operatorname {erf} (ix).}
bezeichnet.
Mit der Substitution {\displaystyle t=xy} im Integral erhält man auch folgende Darstellung
{\displaystyle \operatorname {D} _{+}(x)=e^{-x^{2}}\int _{0}^{1}xe^{x^{2}y^{2}}\,\mathrm {d} y.}
{\displaystyle \operatorname {D} _{-}(x)=e^{x^{2}}\int _{0}^{1}xe^{-x^{2}y^{2}}\,\mathrm {d} y.}

## Kurvendiskussion

Dawson-Plus-Funktion

Dawson-Minus-Funktion

Sowohl die Dawson-Plus-Funktion als auch die Dawson-Minus-Funktion zählen zu den sogenannten ganzen Funktionen und sind somit für alle komplexen Zahlen {\displaystyle x\in \mathbb {C} } definiert. Im Reellen hat die Dawson-Plus-Funktion einen zum Ursprung punktsymmetrischen Graphen. Die Extrempunkte ergeben sich aus der Gleichung {\displaystyle 2\,x\operatorname {D} _{+}(x)=1}. An der Stelle {\displaystyle x=-0{,}924138873} (gerundet) liegt ein relatives Minimum vor, an der Stelle {\displaystyle x=+0{,}924138873} (gerundet) ein relatives Maximum. Für positive Abszissenwerte ist die Dawson-Plus-Funktion positiv und rechtsgekrümmt und für negative Abszissenwerte ist sie negativ und linksgekrümmt. Die Dawson-Minus-Funktion ist eine bijektive Funktion, die für alle reellen Abszissenwerte eine positive Steigung aufweist. Diese Funktion ist für positive Abszissenwerte linksgekrümmt und für negative Abszissenwerte rechtsgekrümmt.

## Differentialgleichungen
Somit gelten diese Ableitungen und diese Differentialgleichungen:
{\displaystyle {\frac {\mathrm {d} }{\mathrm {d} x}}\exp(x^{2})\operatorname {D} _{+}(x)=\exp(x^{2})}
{\displaystyle {\frac {\mathrm {d} }{\mathrm {d} x}}\exp(-x^{2})\operatorname {D} _{-}(x)=\exp(-x^{2})}
Daraus folgen diese beiden Differentialgleichungen:
{\displaystyle {\frac {\mathrm {d} }{\mathrm {d} x}}\operatorname {D} _{+}(x)=1-2\,x\operatorname {D} _{+}(x)}
{\displaystyle {\frac {\mathrm {d} }{\mathrm {d} x}}\operatorname {D} _{-}(x)=1+2\,x\operatorname {D} _{-}(x)}

## Beziehung zur Fehlerfunktion

### Dawson-Plus-Funktion

#### Erf-Funktion und Erfc-Funktion
Es gilt folgende Beziehung zur komplexen Fehlerfunktion {\displaystyle \operatorname {erf} (x)} und zur Faddeeva-Funktion {\displaystyle w(x)}
{\displaystyle w(x)=e^{-x^{2}}\operatorname {erfc} (-ix)=e^{-x^{2}}+{\frac {2i}{\sqrt {\pi }}}D_{+}(x)}
wobei {\displaystyle \operatorname {erfc} } die komplementäre Fehlerfunktion
{\displaystyle \operatorname {erfc} (x):=1-\operatorname {erf} (x)={\frac {2}{\sqrt {\pi }}}\int _{x}^{\infty }e^{-t^{2}}\,\mathrm {d} t}
bezeichnet.

#### Sinus-Transformation des Gaussschen Fehlerintegrals
Als Sinus-Transformation des Gaussschen Fehlerintegrals hat die Dawson-Plus-Funktion folgende weitere Identität:
{\displaystyle \operatorname {D} _{+}(x)=\int _{0}^{\infty }\exp(-y^{2})\sin(2\,x\,y)\,\mathrm {d} y}

### Dawson-Minus-Funktion
Als Sinus-Hyperbolicus-Transformation des Gaußschen Fehlerintegrals hat die Dawson-Minus-Funktion diese weitere Identität:
{\displaystyle \operatorname {D} _{-}(x)=\int _{0}^{\infty }\exp(-y^{2})\sinh(2\,x\,y)\,\mathrm {d} y}

## Reihenentwicklungen
Die Maclaurinschen Reihen für die beiden Dawsonschen Funktionen lauten so:
{\displaystyle \operatorname {D} _{+}(x)=\sum _{n=1}^{\infty }{\frac {(-1)^{n+1}4^{n}n!}{2\,(2n)!}}\,x^{2n-1}}
{\displaystyle \operatorname {D} _{-}(x)=\sum _{n=1}^{\infty }{\frac {4^{n}n!}{2\,(2n)!}}\,x^{2n-1}}

## Glockenkurve
Mit den Dawson-Funktionen kann das Gaußsche Glockenkurvenintegral bewiesen werden:
Für dieses Integral der Glockenkurve gilt mit der genannten Definition der Dawson-Minus-Funktion diese Formel:
{\displaystyle \int _{0}^{\infty }\exp(-x^{2})\,\mathrm {d} x=\lim _{x\rightarrow \infty }\exp(-x^{2})\operatorname {D} _{-}(x)}
Diese Funktion hat die nun gezeigte Ableitung:
{\displaystyle {\frac {\mathrm {d} }{\mathrm {d} y}}{\bigl [}2\exp(-x^{2})\exp(-x^{2}y^{2})\operatorname {D} _{-}(x\,y){\bigr ]}=2\,x\exp(-x^{2})\exp(-x^{2}y^{2})=2\,x\exp {\bigl [}-x^{2}(y^{2}+1){\bigr ]}}
Somit gilt folgende Integralidentität:
{\displaystyle 2\exp(-2\,x^{2})\operatorname {D} _{-}(x)=\int _{0}^{1}2\,x\exp {\bigl [}-x^{2}(y^{2}+1){\bigr ]}\,\mathrm {d} y}
Durch die Bildung der Ursprungsstammfunktion von der nun genannten Formel bezüglich x entsteht diese Formel:
{\displaystyle \exp(-2\,x^{2})\operatorname {D} _{-}(x)^{2}=\int _{0}^{1}{\frac {1-\exp {\bigl [}-x^{2}(y^{2}+1){\bigr ]}}{y^{2}+1}}\,\mathrm {d} y}
Durch Bildung des Grenzwertes entsteht dann die anschließende Gleichung:
{\displaystyle \lim _{x\rightarrow \infty }\exp(-2\,x^{2})\operatorname {D} _{-}(x)^{2}=\lim _{x\rightarrow \infty }\int _{0}^{1}{\frac {1-\exp {\bigl [}-x^{2}(y^{2}+1){\bigr ]}}{y^{2}+1}}\,\mathrm {d} y=}
{\displaystyle =\int _{0}^{1}\lim _{x\rightarrow \infty }{\frac {1-\exp {\bigl [}-x^{2}(y^{2}+1){\bigr ]}}{y^{2}+1}}\,\mathrm {d} y=\int _{0}^{1}{\frac {1}{y^{2}+1}}\,\mathrm {d} y={\frac {\pi }{4}}}
Daraus folgt dieses Endresultat:
{\displaystyle \int _{0}^{\infty }\exp(-x^{2})\,\mathrm {d} x={\frac {1}{2}}{\sqrt {\pi }}}